# Flic de haut vol
Pour les articles homonymes, voir Blue Streak (homonymie).
Pour plus de détails, voir Fiche technique et Distribution.
Flic de haut vol ou Flic ou voleur au Québec (Blue Streak) est un film américain réalisé par Les Mayfield, sorti en 1999.

## Synopsis
Miles Logan vient de voler l'un des diamants les plus chers. Malheureusement pour lui, il a tout juste le temps de le cacher dans une gaine de climatisation d'un immeuble en construction avant de se faire arrêter par la police de Los Angeles. À sa sortie de prison, deux ans plus tard, il part directement pour l'immeuble afin de récupérer son gain. Mais une surprise l'y attend : le bâtiment est devenu un commissariat de police. Il va alors se faire passer pour un inspecteur.

## Fiche technique
Sauf indication contraire, les informations mentionnées dans cette section peuvent être confirmées par la base de données cinématographiques IMDb,  présente dans la section « Liens externes ».
- Titre : Flic de haut vol
- Titre québécois : Flic ou voleur
- Titre original : Blue Streak
- Réalisation : Les Mayfield
- Scénario : Michael Berry, John Blumenthal et Stephen Carpenter (en)
- Direction artistique : Philip Toolin
- Décors : Bill Brzeski
- Costumes : Denise Wingate
- Photographie : David Eggby
- Son : Kim H. Ornitz
- Montage : Michael Tronick
- Musique : Ed Shearmur
- Production : Toby Jaffe et Neal H. Moritz
- Sociétés de distribution : Columbia Pictures (États-Unis), Columbia TriStar Films (France)
- Budget : 65 000 000 dollars[1]
- Pays d'origine :  États-Unis
- Langue originale : anglais
- Format : couleur (technicolor) - 35 mm - 1,85:1 (VistaVision) - son Dolby Digital / SDDS
- Genre : Comédie policière, action et thriller
- Durée : 94 minutes
- Dates de sortie :
  - États-Unis : 17 septembre 1999
  - France : 17 novembre 1999

## Distribution
- Martin Lawrence (VF : Lucien Jean-Baptiste ; VQ : Pierre Auger) : Miles Logan
- Peter Greene (VF : Jérôme Keen ; VQ : René Gagnon) : Deacon
- Dave Chappelle (VF: Sidney Kotto ; VQ : Gilbert Lachance) : Tulley
- Luke Wilson (VF : Philippe Valmont ; VQ : Antoine Durand) : Carlson
- Nicole Ari Parker (VF : Annie Milon ; VQ : Linda Roy) : Melissa Green
- Graham Beckel (VF : Mario Santini ; VQ : Luis de Cespedes) : Rizzo
- Richard C. Sarafian : Oncle Lou
- Tamala Jones (VF: Nathalie Spitzer; VQ : Éveline Gélinas) : Janiece
- William Forsythe (VF : Mike Marshall ; VQ : Vincent Davy) : Détective Hardcastle
- Carmen Argenziano (VQ : Yvon Thiboutot) : Capitaine Penelli
- Olek Krupa (VF : Gabriel Le Doze) : Jean LaFleur
- John Hawkes (VF : Emmanuel Karsen) : Eddie
- Octavia Spencer : Shawna
- J. Kenneth Campbell : Agent Peterson

## Bande originale
Blue Streak: The Album est un album comprenant les chansons apparaissant dans le film, il est sorti le 31 août 1999.
| 1.          | Girl's Best Friend                       | Jay-Z              | 4:00 |
| 2.          | Criminal Mind                            | Tyrese Gibson      | 5:04 |
| 3.          | Damn (Should've Treated U Right)         | So Plush           | 4:48 |
| 4.          | While You Were Gone                      | Kelly Price        | 4:26 |
| 5.          | I Put You On                             | Keith Sweat        | 4:44 |
| 6.          | Blue Diamond                             | Raekwon            | 3:40 |
| 7.          | Get Away                                 | Krayzie Bone et TQ | 3:31 |
| 8.          | Rock Ice                                 | The Hot Boys       | 4:51 |
| 9.          | Na Na Be Like                            | Foxy Brown         | 3:38 |
| 10.         | Gimme My Money                           | Rehab              | 3:37 |
| 11.         | Da Freak                                 | 69 Boyz            | 4:08 |
| 12.         | Please Don't Forget About Me             | Ruff Endz          | 4:06 |
| 13.         | All Eyes on Me (Revisiting Cold Blooded) | Keith Sweat        | 4:04 |
| 14.         | Playboy Like Me                          | Playa              | 3:36 |
| 58 min 13 s |                                          |                    |      |

## Accueil

### Accueil critique
Sur le site Rotten Tomatoes, Flic de haut vol obtient un score de 36 % pour un total de 69 critiques et une note moyenne de 4,8/10, concluant : « Martin Lawrence apporte sa touche humoristique, mais le film n'apporte pas beaucoup plus qu'un film de comédie d'action standard. ». Sur Metacritic, il obtient un score de 46 sur 100, sur la base de 26 critiques, indiquant des avis généralement mitigés.
En France, le film reçoit des critiques globalement moyennes, notamment sur le site Allociné, avec une note de 2,7 sur 5 par la presse et de 2,4 étoiles sur 5 par les spectateurs.

### Box-office
Lors de son premier week-end d'exploitation aux États-Unis et au Canada, le film se place à la première place, rapportant 19 208 806 $. Flic de haut vol gagna 68 518 533 $ aux États-Unis et 49 239 967 $ à l'international, soit un total de 117 758 500 $. En France, le film a effectué 352 072 entrées dont 140 162 pour sa première semaine d'exploitation.

## Suite annulée
En octobre 2000, Columbia Pictures étant satisfaite des résultats du box-office du film, annonça un projet de suite. Le scénariste Stephen Carpenter, le réalisateur Les Mayfield, Martin Lawrence et Luke Wilson étaient en négociations afin reprendre leurs rôles. En février 2001, il est annoncé que Stephen Carpenter a écrit un script pour la suite, que Luke Wilson revient à la réalisation et que Martin Lawrence reprendrait son rôle.
Pour des raisons inconnues, le projet d'un deuxième volet fut annulé avant que la production n'ait commencé.